# Strato
Die Strato GmbH ist ein Internetdienstanbieter mit Sitz in Berlin. Sie gehört zur Unternehmensgruppe von United Internet und gehört dort zur IONOS Gruppe.

## Geschichte

Ehemaliges Logo

Das Unternehmen wurde 1997 von dem ehemaligen Escom-Vorstand Marc Alexander Ullrich und dem ehemaligen 1&1-Geschäftsführer Norbert Stangl gegründet. Im Rahmen der Kampagne www.wunschname.de wurden ab Mai 1998 standardisierte Webhostingpakete mit eigener Domain vertrieben. Noch im selben Jahr verkauften die beiden Gründer Strato an das Berliner Unternehmen Teles.
Zunächst verfolgte das Unternehmen ein Outsourcing-Konzept. Strato selbst beschränkte sich auf das Marketing, für die Technik war ausschließlich das Partnerunternehmen Xlink (später KPNQwest Deutschland GmbH) zuständig. Aufgrund des günstigen Angebotspreises für Webspace und einer immer größer werdenden Kundenzahl ergab sich 1999/2000 die Situation, dass ein nennenswerter Anteil deutscher Webseiten auf einem einzigen Server gehostet wurde, einer dadurch überlasteten Sun-Enterprise-6500 mit Massenspeichern von EMC. Nach wiederholten, Aufsehen erregenden Serverausfällen erwies sich diese Konstruktion als unhaltbar. 2002 konnte sich Strato durch den Erwerb des Karlsruher Rechenzentrums der insolventen KPNQwest von Technikpartnern unabhängig machen. Zunächst wurde die gesamte Technik durch die eigens gegründete Schwestergesellschaft Strato Rechenzentrum AG betrieben, die in geringem Umfang auch Leistungen für Drittfirmen erbrachte, inzwischen wurde die Strato Rechenzentrum AG mit der Strato AG verschmolzen.
Teles verkaufte am 12. Dezember 2004 Strato an Freenet zu einem Kaufpreis von 132 Millionen Euro. Im November 2009 meldete Freenet die Übernahme von Strato durch die Deutsche Telekom. Der Kaufpreis belief sich gemäß der Pressemitteilung von Freenet auf 275 Mio. Euro. Im Dezember 2016 teilte United Internet mit, Strato für etwa 600 Mio. Euro übernehmen zu wollen; die Übernahme erfolgte nach Freigabe durch die Kartellbehörden im April 2017.

## Unternehmen

### Unternehmenszahlen und Geschäftsführung
Das Unternehmen hat über 2 Millionen Kundenverträge und ca. 4 Millionen gehostete Domains. Es beschäftigt insgesamt rund 440 Mitarbeiter, darin eingeschlossen die Mitarbeiter der Tochterfirma Cronon, die sich auf Hosting und IT-Dienstleistungen für Unternehmen spezialisiert hat, sowie der Strato Customer Service.
Geleitet wird das Unternehmen seit Januar 2025 von Aisha Petter. Ihr zur Seite stehen Hüseyin Dogan (Geschäftsführung Operations & HR People Experience), Markus Noga (Geschäftsführung Technologie) und Britta Schmidt (Geschäftsführung Finanz- und Personalwesen).

### Rechenzentren
Das Unternehmen betreibt Rechenzentren in Deutschland und Europa. Es werden mehr als 100.000 physische und virtuelle Server betrieben und 4 Millionen Domains verwaltet. Die Rechenzentren werden laut eigenen Angaben seit 2004 jährlich für ihre Sicherheit nach ISO 27001 zertifiziert. Seit 2008 werden die Rechenzentren gemäß Angaben auf der Homepage des Unternehmens mit Strom aus erneuerbaren Energien betrieben.

## Produkte

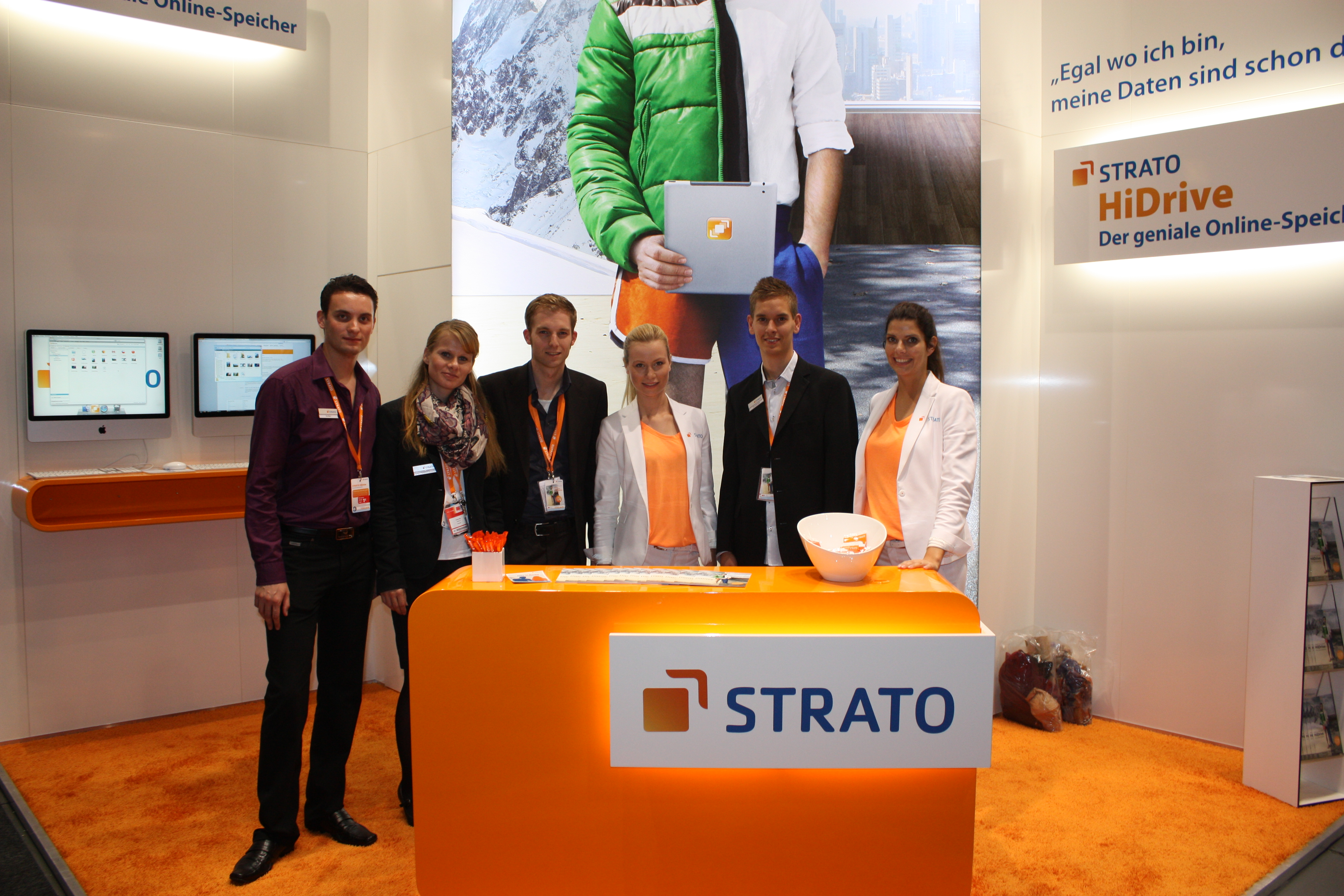
Auftritt bei der IFA 2012

### Webhosting
Das Unternehmen vermarktet Webhosting-Pakete und Domains in Deutschland, seit April 2006 auch im europäischen Ausland (aktuell: Spanien, Frankreich, den Niederlanden und Großbritannien) und seit 2022 in Schweden. Der Fokus liegt auf dem sogenannten Shared Webhosting, bei dem sich mehrere Kunden einen physischen Server teilen. Nach 1&1 ist Strato der zweitgrößte Anbieter derartiger Produkte in Europa. Gehostet werden aber auch Websites oder Webshops, die mit Baukästen-Tools inklusive KI-Unterstützung erstellt werden können.

### Server
Seit Ende 2003 bietet das Unternehmen dedizierte Server an, seit 2005 zusätzlich auch virtuelle Server. Im Februar 2007 wurde eine spezielle Variante der dedizierten Server vorgestellt, die ausschließlich als Gameserver genutzt werden können. Strato bietet zudem Managed Server an. Außerdem vertreibt das Unternehmen die Managed Backup-Lösung für Server von Acronis.

### Cloud-Speicher
Seit März 2010 bietet das Unternehmen eine Online-Festplatte namens HiDrive an. Diese besitzt eine Kapazität zwischen 250 Gigabyte und 3 Terabyte (1 bis 10 TB bei HiDrive Business). Der Zugriff auf die Daten erfolgt entweder über ein webbasiertes Interface oder über die Protokolle WebDAV, FTP, FTPS, SFTP, SMB, rsync oder SCP. Strato bietet auch Apps für den mobilen Zugriff von iOS, Android und Windows Phone an sowie einen Software-Client für die Betriebssysteme Windows und macOS. Seit August 2021 gibt es auch als kostenlose Version HiDrive Share für Daten mit bis zu 2 GB pro Upload. Die Daten werden dafür eine Woche lang in TÜV-zertifizierten Rechenzentren in Deutschland gespeichert und können über einen Link und einen 8-stelligen Code abgerufen werden.

### Internetzugang
Im Frühjahr 2004 begann bei dem Unternehmen der Vertrieb von DSL-Zugängen. Angeboten wurden sowohl auf T-DSL-Resale und Line-Sharing basierende Anschlüsse mit gebündeltem Telekom-Festnetzanschluss als auch seit Dezember 2006 entbündelte DSL-Komplett-Anschlüsse ohne herkömmlichen Festnetzanschluss auf Basis der vollständig entbündelten Teilnehmeranschlussleitung sowie seit Juli 2008 auch auf Basis von Telekom-Bitstream. Das DSL-Paket wurde zwar von Strato angeboten, realisiert hatte es aber bereits seit 2007 die freenet Breitband GmbH. Die Telefonie wurde von Strato als VoIP-Anschluss realisiert.
Mittlerweile bietet Strato keine eigenen DSL-Anschlüsse mehr an, Neukunden können das Komplettpaket nicht mehr bestellen.

### Produkte für Unternehmen
Seit Juni 2008 bietet das Unternehmen webbasierte Lösungen für Unternehmenskommunikation und Kundenbeziehungsmanagement an. Hierzu wurde ein Geschäftskundenportal mit speziellen Angeboten für kleine und mittlere Unternehmen eröffnet, über das Software as a Service vertrieben wird. Seit August 2015 bietet Strato für kleine und mittlere Unternehmen, Reseller und Systemhäuser über seine Tochterfirma Cronon den Geschäftskundenbereich Business Solutions an, der individuelle Webhosting- und Server-Lösungen vertreibt.